# Maison Dubret
La maison Dubret est un édifice situé dans la ville de Dijon, dans la Côte-d'Or en région Bourgogne-Franche-Comté.

## Histoire
La maison est classée au titre des monuments historiques par liste de 1889.